# دی هاویلند موسکیتو
دی هاویلند موسکیتو (انگلیسی: De Havilland Mosquito) جنگنده تهاجمی و چند منظوره ساخت بریتانیا با دو خدمه که در طی جنگ جهانی دوم و بعد از آن در حال خدمت بود. این یکی از چند هواپیمای عملیاتی خط مقدم بود که تقریباً به‌طور کامل از چوب ساخته شده بود و به «اعجوبه چوبی» معروف شد.  موسکیتو با لقب صمیمانه "Mossie" ازسوی خدمه آن نامیده شده بود (توضیح: موسکیتو به معنای پشه می‌باشد و مُسی "Mossie" نیز پشه‌ای با بالهای کوتاه است که از خون حیوانات تغذیه می‌کند) موسکیتو اصولاً یک بمب افکن سریع غیر مسلح محسوب می‌شد. موسکیتو برای انجام عملیات و نقش‌های متفاوتی تطبیق داده شوده بود. نقش‌هایی مانند: پرواز در ارتفاع کم تا متوسط و بالا، بمب افکن تاکتیکی روز، بمب افکن شب پرواز، هواپیمای پیشرو، جنگنده بمب افکن، هواپیمای ضربتی دریایی، هواپیمای تولید مزاحمت، هواپیمای عکسبرداری و شناسایی سریع‌السیر همچنین به وسیلهٔ شرکت خطوط هوایی خارجی بریتانیا (BOAC) برای حمل سریع محمولات کوچک و باارزش از طریق حریم هوایی کشورهای بیطرف یا فضای هوایی دشمن مورد استفاده قرار می‌گرفت. وقتی شرکت دی هاویلند در سال ۱۹۴۱ شروع به تولید موسکیتو کرد، این هواپیما یکی از سریع‌ترین هواپیماهای جهان بود.

## تولید در کانادا
تا سال ۱۹۴۵ میلادی مجموع ۱٬۱۳۳ موسکیتو به وسیلهٔ دی هاویلند کانادا در پایگاه هوایی داونز ویو واقع در داونز ویو اونتاریو ساخته شد. (در حال حاضر داونز ویو پارک در تورنتو اونتاریو)

## مشخصات
- خدمه:۲، خلبان و کاربر رادار یا ناوبر
- طول:۱۳/۵۷ متر
- پهنای بال:۱۶/۵۲ متر
- ارتفاع:۵/۳ متر
- مساحت بال:۴۲/۱۸ مترمربع
- وزن خالی:۶٬۰۵۸ کیلوگرم
- وزن بارگیری:۸٬۰۲۸ کیلوگرم
- حداکثر وزن برخاست:۸٬۵۴۹ کیلوگرم
- پیشرانه:۲ موتور وی۱۲ رولزرویس مرلین ۲۱/۲۱ یا ۲۳/۲۳(چپ و راست)، سیستم خنک‌کننده مایع، توان ۱۴۸۰ اسب بخار هر کدام

## عملکرد
- بیشینه سرعت:۵۸۹ کیلومتر بر ساعت
- محدوده:۱۴۰۰ کیلومتر با ۱۸۶۴ لیتر سوخت
- سقف پرواز:۸٬۸۳۹ متر
- بارگیری بال:۱۹۵ کیلوگرم بر متر مربع